# Antonio Quarracino

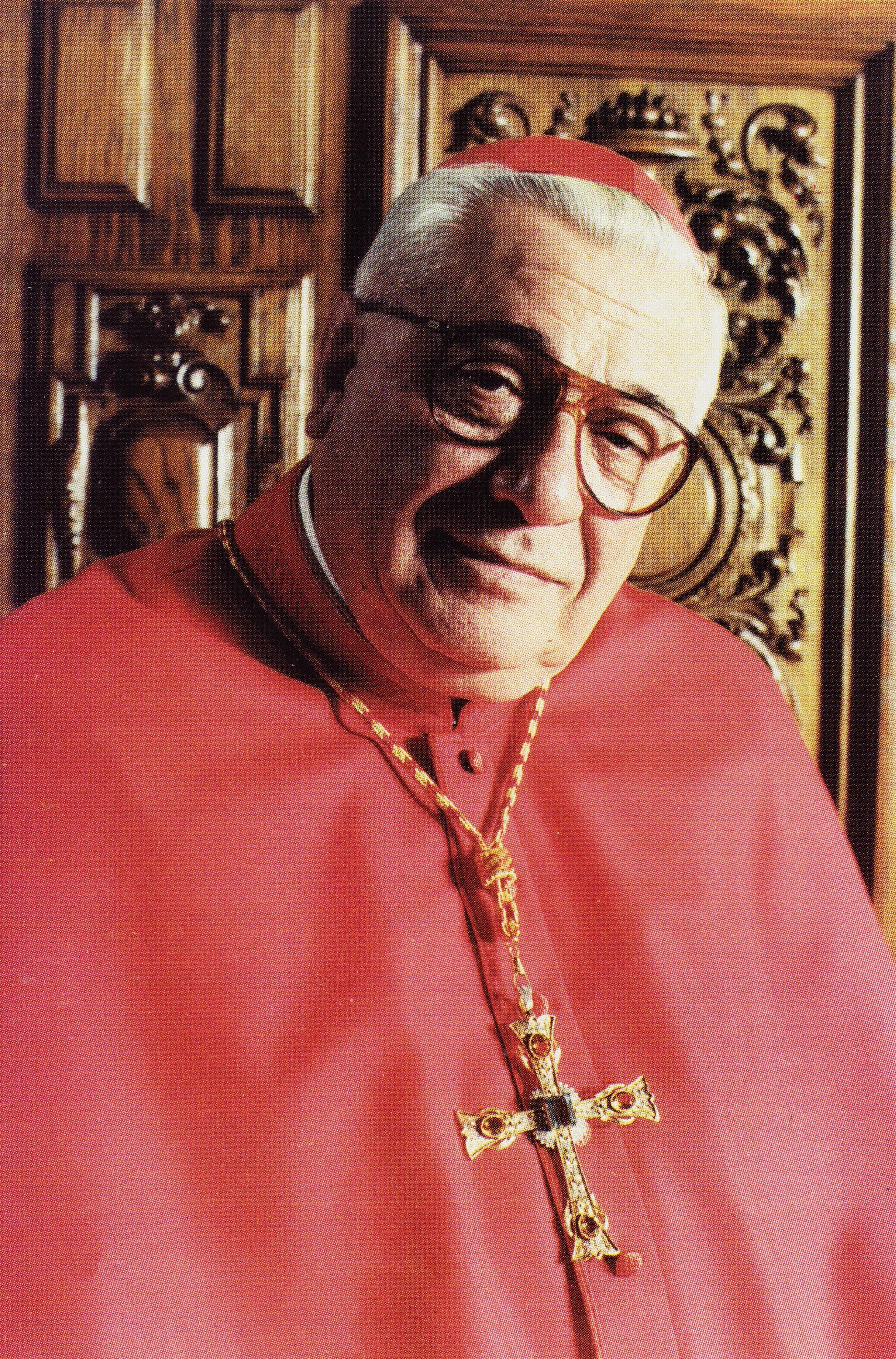
Antonio Kardinal Quarracino (1991)

Kardinalswappen

Antonio Kardinal Quarracino (* 8. August 1923 in Pollica, Italien; † 28. Februar 1998 in Buenos Aires, Argentinien) war Erzbischof von La Plata und später von Buenos Aires.

## Leben
Antonio Quarracino wuchs als Kind italienischer Auswanderer ab seinem fünften Lebensjahr in Argentinien auf. Nach seiner Schulzeit studierte er im Seminar von La Plata Katholische Theologie und Philosophie. Er empfing am 22. Dezember 1945 in Luján das Sakrament der Priesterweihe für das Bistum Mercedes. Von 1945 bis 1962 unterrichtete er am Priesterseminar des Bistums Mercedes. Darüber hinaus nahm er verschiedene Aufgaben in der Diözesanverwaltung wahr und betreute viele Jahre lang die Katholischen Jugendgruppen der Diözese.
Am 3. Februar 1962 wurde er durch Papst Johannes XXIII. zum Bischof von Nueve de Julio ernannt. Die Bischofsweihe spendete ihm der Bischof von Mercedes, Anunciado Serafini, am 8. April desselben Jahres. Mitkonsekratoren waren der Bischof von Catamarca, Adolfo Tortolo, und der Bischof von San Rafael, Raúl Francisco Primatesta.
Er nahm in den Jahren 1962 bis 1965 an allen vier Sitzungsperioden des Zweiten Vatikanischen Konzils teil.
Papst Paul VI. ernannte ihn am 3. August 1968 zum Bischof von Avellaneda. Die Amtseinführung fand am 5. Oktober desselben Jahres statt. Ende 1978 wurde er vom Vatikan als Apostolischer Visitator zur Amtszeit Óscar Romeros in das Erzbistum San Salvador geschickt. Nach seiner Visitation empfahl er, in Romeros Erzbistum einen Apostolischen Administrator sede plena einzusetzen. Damit erklärte er den befreiungstheologisch orientierten Romero für unfähig, sein bischöfliches Amt auszuüben. Letztlich kam es jedoch nicht zu der faktischen Entmachtung Romeros, der 1980 durch das salvadorianische Militär ermordet wurde.

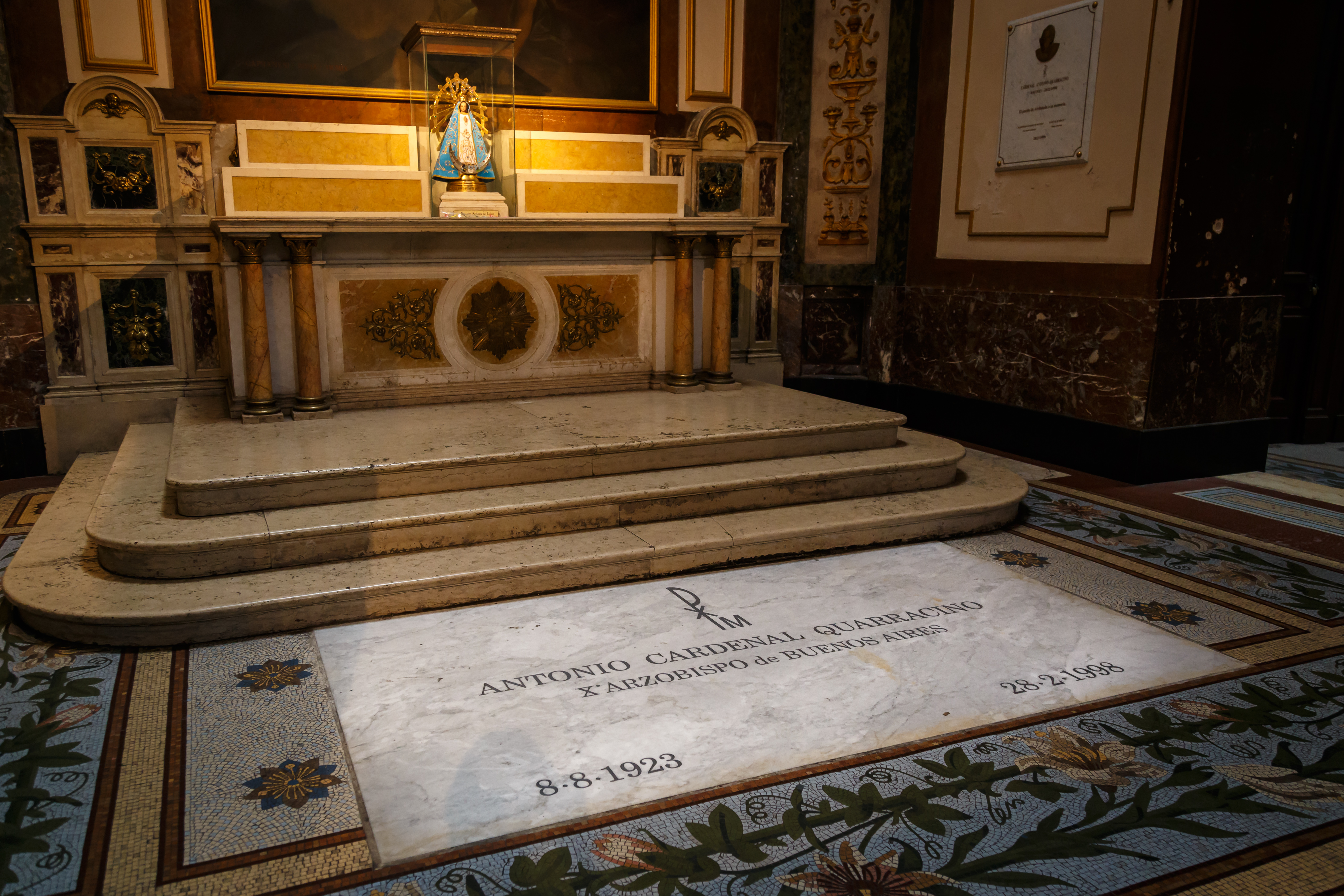
Grab des Kardinal in der Kathedrale von Buenos Aires

Am 18. Dezember 1985 ernannte ihn Papst Johannes Paul II. zum Erzbischof von La Plata. Die Amtseinführung folgte am 5. April des nächsten Jahres. Am 30. Oktober 1990 wurde er zum Erzbischof von Buenos Aires ernannt und am 22. November in das Amt eingeführt.
Umstritten war Quarracinos scharf ablehnende Haltung beim Thema Homosexualität; so bezeichnete er gleichgeschlechtliche Liebe als „Fleck auf dem Gesicht der Gesellschaft“ und schlug eine Ghettoisierung Homosexueller vor. Es wurde Anzeige gegen ihn erstattet, daraufhin bezeichnete er seinen Vorschlag als „Witz“, erklärte jedoch, er fühle sich „moralisch“ nicht schuldig. Quarracino begrüßte und unterstützte die Amnestie Carlos Menems für Täter, die unter Menems Amtsvorgänger Raúl Alfonsín für Verbrechen während der Militärdiktatur verurteilt worden waren, als Beitrag zu einer „nationalen Versöhnung“.
Von 1990 bis 1996 stand Antonio Quarracino als Präsident der argentinischen Bischofskonferenz vor. Am 28. Juni 1991 wurde er von Johannes Paul II. als Kardinalpriester mit der Titelkirche Santa Maria della Salute a Primavalle in das Kardinalskollegium aufgenommen.
Antonio Quarracino wurde für sein Engagement für den Ritterorden vom Heiligen Grab zu Jerusalem 1997 durch Kardinal-Großmeister Giuseppe Caprio zum Großkreuzritter des Ordens ernannt. Für seine Verdienste um den interreligiösen Dialog erhielt er Auszeichnungen von jüdischen Organisationen.
Er starb am 28. Februar 1998 in Buenos Aires an Herzstillstand und wurde in der dortigen Kathedrale bestattet.